# 国会预算调和
预算调和是美国国会中的一项特殊議事程序，目的为在参议院中加速通过与预算相关的法案。采用预算调和形式的法案可以不受参议院冗長辯論规则的限制，仅需要超过半数投票便可以通过。近年来，美国政治环境两极化越发严重，且参议院两党席位时常十分接近，采用预算调和的形式通过法案已经成为目前美国国会立法的一项重要途径。预算调和在众议院中也会出现，但由于众议院并没有冗长辩论的限制，预算调和在此并不具有实质意义。
按照规定，预算调和法案涵盖的内容必须与政府支出、收入或联邦债务上限有关。针对以上三个领域，参议院每年各可以通过至多一部相关的法案，因此预算调和法案每年至多只有三部。然而实践中，由于一些法案同时涉及支出和收入内容，国会经常只能通过两部预算调和法案。
预算调和程序最早由《1974年国会预算法案》创立，并在1980年首次被使用。截至2022年8月，国会共通过了23部预算调和法案，包括《1996年个人责任与就业机会法案》、《2017年减税与就业法案》、《2021年美國救援方案法》和《2022年降低通胀法》。

## 流程

### 年度预算设定
在每年的预算设定流程中，总统向国会提出预算建议，参议院和众议院下属预算委员会据此发布年度预算决议，进而设定下一财年的预算目标。此决议包含向两院各立法委员会提出的预算指导意见，设定相关领域的收支目标。根据这些指导意见，每个立法委员会评估该领域适合修改的政策，以达到相应的收支目标。
如果有多个立法委员会收到预算指导意见，每个委员会将相应的政策修改提议最终以预算评估法案的形式交回给预算委员会。预算委员会将它们合并成一部法案并交由两院投票表决。如果参议院或众议院中各只有一个委员会收到预算指导意见，那么预算评估法案直接交由两院投票，不需经过预算委员会。

### 辩论流程
根据《1974年国会预算法案》，预算调和法案的辩论时间不得超过20个小时，但对法案的修改提议数量没有限制。在辩论满20个小时以后，所有仍未经过表决的修改提议会经过一系列快速的投票（vote-a-rama），期间对每项提议进行简短的辩论或不经过任何辩论。每项修改提议的内容必须与该法案有关。
由于辩论时长的限制，预算调和法案可以不被冗长辩论阻止，仅需要简单多数票数便可通过。理论上，参议员可以通过不断提出新的修改提议的方式拖延法案的投票，但与现代冗长辩论不同的是，预算修改提议必须通过起立发言的形式提出。

### 立法流程
在经过辩论后，预算调和法案的立法流程和一般法案类似。参议院和众议院必须通过内容完全相同的法案，随后送交总统签字生效或一票否决。国会可以通过投票推翻总统的一票否决，推翻总统否决需要不少于三分之二的票数。

### 伯德规定
伯德规定（Byrd Rule）限定了预算调和法案可以包括的内容。它最早由西弗吉尼亚州参议员罗伯特·伯德提出，并由此得名。根据规定，当参议员认为法案中某些条款不符合预算调和宗旨时，可以提出异议并删除相关条款。这样可以防止参议员滥用预算调和的形式，向法案中加入与预算无关的内容。任何参议员都可以提出相关异议，并由参议院主持官员（presiding officer）裁定，而參議院議事員按照惯例也会给出裁决意见。推翻此類裁决需要不少于60名参议员投票支持。而作为参议院主席，副总统也有权推翻裁决，但这种情况并不常见。
根据规定，以下六类条款被视为不符合预算调和宗旨，进而不能出现在预算调和法案中：
- 对政府支出或收入不产生影响的
- 对政府收支产生影响，但此影响仅来自于相关非预算条款的附属效应的
- 与预算指导意见相比，某立法委员会负责的法案部分过多增加支出或过少增加收入的
- 提出相关条款的立法委员会不具备相应立法权力的
- 导致法案有效时限（通常为10年）以外财政赤字增加的，法案其他条款可以抵消相应支出的情况除外
- 修改社会保障体系中退休、遗属、残疾人士相关收支的

伯德规定在20世纪80年代被修改了若干次，并最后写入到《1990年国会预算法案》（Budget Enforcement Act of 1990）中。
该规定的批评者认为它限制和排除了过多内容，包括可以帮助政府降低支出但支出变动数额暂时无法估计的条款，和可以使现有缩减支出的政策更有效的条款。尽管伯德规定仅对参议院有效，但由于实践中参议院可以据此考量所有国会的预算调和法案，因此它实际上也限制了众议院可以写入相关法案的内容。

## 历史

### 预算调和的建立
在20世纪70年代，伴随着国会对财政赤字和总统在预算制定方面权力过大的担忧，众多国会议员希望改革预算设定的流程。前行政管理和预算局局长查尔斯·舒尔茨（Charles Schultze）建议国会创建一种新的法案，即“最终预算调和法案”（final budget reconciliation bill），以确保不同立法委员会分别提出的预算法案汇总后与国会的整体预算目标一致。《1974年国会预算法案》采纳了该意见，建立了预算调和的流程，设立了国会预算办公室和国会两院分别的预算委员会。
尽管预算调和流程建立的初衷是减少财政赤字或增加财政盈余，《1974年国会预算法案》规定相关法案只需要“改变”政府支出或收入，而没有具体规定变化方向。在20世纪70年代，预算调和法案由于其短暂的时间窗口限制很少被采用。

### 吉米·卡特时期
1980年，国会修改了预算调和流程，允许在预算设定流程之初开始使用，进而在实践中提高了该类法案立法的可行性。随后在1981年，卡特总统签字生效了第一部预算调和法案，即《1980年综合调和法案》。该法案内容包括减少预算支出约80亿美元。

### 罗纳德·里根时期
预算调和法案在里根总统在任期间成为一项重要的立法工具。共和党和民主党保守派在1981年联合通过了《1981年综合预算调和法》，其中包括了若干项减少政府支出的条款。在20世纪80年代初期，预算调和法案中经常被加入与政府预算并不直接相关的条款，例如其中一部法案规定减少联邦通信委员会委员的数量。为了防止预算调和形式被滥用，参议员罗伯特·伯德带领通过了一项修正案，排除与预算无关的条款。伯德规定最终在1990年永久写入法案中。即便如此，预算调和仍然在此后的立法流程中扮演十分重要的角色。

### 老布什时期
老布什总统在任期间，国会通过了《1990年综合预算调和法》，其中包括减少政府支出和提高政府收入的内容。

### 比尔·克林顿时期
1993年，克林顿总统签署生效了《1993年综合预算调和法》。1996年，克林顿签署生效了《1996年个人责任与就业机会调和法》。1997年，克林顿签署生效了两部预算调和法案，分别为《1997年纳税人救济法》和《1997年预算平衡法》，其中《救济法》包含减税和增加财政赤字的内容，而《平衡法》相应地包含减少政府支出的内容。1999年，国会通过《1999年纳税人返款与救济法》，这是历史上第一部增加财政赤字且没有对应法案削减支出的预算调和法案，克林顿一票否决了该法案。类似地，在2000年，国会通过《2000年婚姻税务救济调和法》，随即被克林顿否决。在当时，利用调和预算的形式通过增加赤字的法案受到很多质疑。

### 小布什时期
小布什总统上任时，共和党在参议院仅占有微弱的票数优势，因此共和党利用预算调和的形式通过了两项减税和减少政府收入的法案，《2001年经济增长与税务救济法》和《2003年就业、增长与税务救济调和法》。受到伯德规定的限制，两部法案的减税内容均包含日落条款，即税率在2011年以后恢复到2001年以前的水平。小布什的部分减税政策在2012年被写入《2012年美国纳税人救济法》中，但一些高收入人群的减税政策在2011年之后并没有得到延期。

### 贝拉克·奥巴马时期
2009年，民主党在参议院拥有60个席位，因此国会得以不借助预算调和形式而直接通过《患者保护与平价医疗法案》，并由奥巴马总统签字生效。在参议员泰德·肯尼迪去世后，民主党在参议院失去绝对多数席位，随后国会采用预算调和形式通过了《2010年医疗卫生与教育调和法》，其中包含若干对《平价医疗法》的修改内容。2016年，由共和党控制的国会利用预算调和形式通过了《以2016财年预算决议中第2002部分作为依据的调和法案》，旨在废除《平价医疗法》中的一些内容，但被奥巴马总统一票否决。

### 唐纳德·特朗普时期
在特朗普总统上任后，共和党希望可以通过两部预算调和法案，以达到部分废除《平价医疗法》和减税的目的。但由于未获得党内足够票数支持，旨在部分废除《平价医疗法》的《2017年美国保健法》未在参议院通过。随后共和党利用预算调和形式通过《2017年减税与就业法》。受到伯德规定的限制，该法案原本一些与预算无关的内容被剔除，并且个人减税内容将在2026年到期。

### 乔·拜登时期
为了帮助美国经济从2019新冠疫情中恢复，国会采用预算调和形式通过了《2021年美国救援方案法》并由拜登总统签字生效，该法案包括约1.9万亿美元的经济刺激措施，部分内容基于此前的《新冠救助救济与经济保障法》（Coronavirus Aid, Relief, and Economic Security Act）和《2021年综合拨款法》。受到伯德规定的限制，该法案中原本包括的15美元最低工资条款最终被剔除。

## 相关法案列表
自1980年起，采用预算调和形式通过国会并生效的法案列表如下。
| 财年 | 预算决议        | 法案名称                                                                               | 颁布日期       |
| ---- | --------------- | -------------------------------------------------------------------------------------- | -------------- |
| 1981 | 众议院307号决议 | 《1980年综合调和法》                                                                   | 1980年12月5日  |
| 1982 | 众议院115号决议 | 《1981年综合预算调和法》                                                               | 1981年8月13日  |
| 1983 | 参议院92号决议  | 《1982年税收平等与财政责任法》                                                         | 1982年9月3日   |
| 1983 | 参议院92号决议  | 《1982年综合预算调和法》                                                               | 1982年9月8日   |
| 1984 | 众议院91号决议  | 《1983年综合预算调和法》                                                               | 1984年4月18日  |
| 1986 | 参议院32号决议  | 《1985年综合预算调和法》                                                               | 1986年4月7日   |
| 1987 | 参议院120号决议 | 《1986年综合预算调和法》                                                               | 1986年10月21日 |
| 1988 | 众议院93号决议  | 《1987年综合预算调和法》                                                               | 1987年12月22日 |
| 1990 | 众议院106号决议 | 《1989年综合预算调和法》                                                               | 1989年12月19日 |
| 1991 | 众议院310号决议 | 《1990年综合预算调和法》                                                               | 1990年11月5日  |
| 1994 | 众议院64号决议  | 《1993年综合预算调和法》                                                               | 1990年8月10日  |
| 1997 | 众议院178号决议 | 《1996年个人责任与就业机会调和法》                                                     | 1996年8月22日  |
| 1998 | 众议院84号决议  | 《1997年预算平衡法》                                                                   | 1997年8月5日   |
| 1998 | 众议院84号决议  | 《1997年纳税人救济法》                                                                 | 1997年8月5日   |
| 2002 | 众议院83号决议  | 《2001年经济增长与税务救济法》                                                         | 2001年6月7日   |
| 2004 | 众议院95号决议  | 《2003年就业、增长与税务救济调和法》                                                   | 2003年5月28日  |
| 2006 | 众议院95号决议  | 《2005年降低赤字法》                                                                   | 2006年2月8日   |
| 2006 | 众议院95号决议  | 《2005年防止增税调和法》                                                               | 2006年5月17日  |
| 2008 | 参议院21号决议  | 《2007年大学降低成本及增加机会法》                                                     | 2007年9月27日  |
| 2010 | 参议院13号决议  | 《2010年医疗卫生与教育调和法》                                                         | 2010年3月30日  |
| 2018 | 众议院71号决议  | 《以2018财年预算决议中第二章和第五章作为依据的调和法案》（又名《2017年减税与就业法》） | 2017年12月22日 |
| 2021 | 参议院5号决议   | 《2021年美國救援方案法》                                                               | 2021年3月11日  |
| 2022 | 参议院14号决议  | 《2022年降低通脹法》                                                                   | 2022年8月16日  |

自1980年起，采用预算调和形式通过国会但被总统否决的法案列表如下。
| 财年 | 预算决议        | 法案名称                                             | 颁布日期      |
| ---- | --------------- | ---------------------------------------------------- | ------------- |
| 1996 | 众议院67号决议  | 《1995年预算平衡法》                                 | 1995年12月6日 |
| 2000 | 众议院68号决议  | 《1999年纳税人返款与救济法》                         | 1999年9月23日 |
| 2001 | 众议院290号决议 | 《2000年婚姻税务救济调和法》                         | 2000年8月5日  |
| 2016 | 参议院11号决议  | 《以2016财年预算决议中第2002部分作为依据的调和法案》 | 2016年1月18日 |